# Pawieł Poniedielin
Pawieł Grigorjewicz Poniedielin, ros. Павел Григорьевич Понеделин (ur. 20 lutego?/4 marca 1893 we wsi Parnikowo w powiecie jurjewskim, zm. 25 sierpnia 1950 w Moskwie) – rosyjski, a następnie radziecki wojskowy (generał major).

## Życiorys
W 1914 został zmobilizowany do Armii Imperium Rosyjskiego. Brał udział w I wojnie światowej. W 1916 ukończył 4 szkołę praporszczików w Moskwie. W 1917 dowodził batalionem Frontu Zachodniego. W 1918 wstąpił do Armii Czerwonej. W czasie wojny domowej w Rosji walczył m.in. przeciwko Polakom. Został ranny. 
W kolejnych latach dowodził pułkiem, a potem brygadą. W 1926 ukończył akademię wojskową im. Frunzego w Moskwie, po czym od października 1927 pełnił w niej funkcję wykładowcy taktyki. Następnie stał na czele OSOAWIACHIMA w Leningradzie. W kwietniu 1933 objął dowództwo jednej z dywizji strzeleckich Uralskiego Okręgu Wojskowego. Na początku 1934 został komendantem leningradzkiej szkoły piechoty im. Sklianskiego. W 1938 został awansowany do stopnia kombriga. Objął funkcję szefa sztabu 1 Korpusu Strzeleckiego. 
Na przełomie 1939/1940 uczestniczył w wojnie radziecko-fińskiej. Z powodu klęsk podległych mu oddziałów wojskowych został zdegradowany na dowódcę 139 Dywizji Strzeleckiej. W 1940 mianowano go generałem majorem. Od lipca tego roku był szefem sztabu Leningradzkiego Okręgu Wojskowego. Od marca 1941 dowodził 12 Armią Kijowskiego Specjalnego Okręgu Wojskowego. Na początku sierpnia w rejonie Humania wraz z generałem Nikołajem Kiriłłowem dostał się do niewoli niemieckiej. Zaocznie został skazany na karę śmierci z rozkazu nr 270. 
W obozie jenieckim przekazał Niemcom informacje dotyczące działań wojskowych prowadzonych przez oddziały 12 i 6 Armii. Wśród jeńców Armii Czerwonej prowadził agitację antystalinowską. Pod koniec kwietnia 1945 został wyzwolony przez wojska USA, po czym przekazano go władzom ZSRR. Pod koniec grudnia tego roku aresztowano go i osadzono w więzieniu lefortowskim w Moskwie. 25 sierpnia 1950 po procesie został skazany na karę śmierci przez rozstrzelanie, wykonaną tego samo dnia. Zrehabilitowany w 1956 roku .